# Парадипломация
Парадипломация са международните (външни, транснационални, трансгранични) връзки на субнационалните (нецентрални, регионални, местни) органи на властите.
Съвременната традиция на изучаване на трансграничните връзки на субнационалните съобщества произхожда от 1970-те години.
|  | Тази страница частично или изцяло представлява превод на страницата „Парадипломатия“ в Уикипедия на руски. Оригиналният текст, както и този превод, са защитени от Лиценза „Криейтив Комънс – Признание – Споделяне на споделеното“, а за съдържание, създадено преди юни 2009 година – от Лиценза за свободна документация на ГНУ. Прегледайте историята на редакциите на оригиналната страница, както и на преводната страница, за да видите списъка на съавторите. ВАЖНО: Този шаблон се отнася единствено до авторските права върху съдържанието на статията. Добавянето му не отменя изискването да се посочват конкретни източници на твърденията, които да бъдат благонадеждни. |